# Trochalus uvirensis
Trochalus uvirensis är en skalbaggsart som beskrevs av Louis Burgeon 1944. Trochalus uvirensis ingår i släktet Trochalus och familjen Melolonthidae. Inga underarter finns listade i Catalogue of Life.